# Rhopalizarius mildbraedi
Rhopalizarius mildbraedi là một loài bọ cánh cứng trong họ Cerambycidae.